# Validator
En validator är ett datorprogram som används för att validera och säkerställa syntaktisk korrekthet i programkod. Termen används ofta i samband med validering av HTML, CSS och XML.

## CSS-validator
Formatmallar (CSS) kan valideras i syfte att säkerställa att den kod en webbdesigner eller webbutvecklare har skrivit stämmer överens med CSS-specifikationen, är syntaktiskt korrekt och att den inte innehåller skrivfel. CSS-validatorer tillhandahålls bland annat av W3C.